# Franky Perez
Franky Perez, född i Las Vegas, Nevada, är en amerikansk musiker och sångare. Perez spelar de flesta instrumenten själv, men ibland tar han hjälp av Las Vegas-bandet The Highway Saints. Han spelade mellan åren 2008 till 2012 med Scars on Broadway, tillsammans med Daron Malakian (gitarristen i System of a Down).

## Album
- Poor Man's Son (2003)